# (26289) 1998 SL74
A (26289) 1998 SL74 a Naprendszer kisbolygóövében található aszteroida. Eric Walter Elst fedezte fel 1998. szeptember 21-én.